# 薩蘭縣
薩蘭縣是印度的一個縣，位於該國東北部，由比哈爾邦負責管轄，面積2,641平方公里，識字率為68.57%，八成人口從事農業，2011年人口3,943,098，人口密度每平方公里1,493人。

## 外部連結
- Saran Information Portal

25°55′N 84°45′E / 25.917°N 84.750°E